# Portiragnes
Portiragnes är en kommun i departementet Hérault i regionen Occitanien i södra Frankrike. Kommunen ligger i kantonen Béziers 2e Canton som tillhör arrondissementet Béziers. År 2022 hade Portiragnes 3 388 invånare.

## Befolkningsutveckling
Antalet invånare i kommunen Portiragnes
Referens:INSEE